# Courgenard
Courgenard é uma comuna francesa na região administrativa do País do Loire, no departamento de Sarthe. Estende-se por uma área de 11.32 km². Em 2010 a comuna tinha 501 habitantes (densidade: 44,3 hab./km²).